# Трусо (перевал)
Трусо (груз. თრუსო, осет. Тырсыйы æфцæг) — перевал на границе Грузии и России (Северная Осетия), между Трусовским ущельем и Закинским ущельем. Высота перевала — 3150 м.